# Ophioscolex tropicus
Ophioscolex tropicus är en ormstjärneart som beskrevs av George Richard Lyman 1878. Ophioscolex tropicus ingår i släktet Ophioscolex, och familjen skinnormstjärnor. Inga underarter finns listade.